# 꼬미마녀 라라
《꼬미마녀 라라》는 아이오이에서 제작한 대한민국의 애니메이션으로, 1기는 투니버스에서 2023년 3월 13일부터 6월 12일까지 시작했다가, 2기는 같은 채널에서 10월 26일부터 2024년 1월 18일까지 시작했다.

## 방송 일시
| 방송 채널 | 방송일                             | 방송 시간 |
| --------- | ---------------------------------- | --------- |
| 투니버스  | 2023년 3월 13일 ~ 6월 12일         | 종료      |
| 투니버스  | 2023년 10월 26일 ~ 2024년 1월 18일 | 종료      |

## 등장 인물
- 라라
- 소미
- 블링
- 태리
- 아리
- 지나
- 봉봉
- 재이
- 다크
- 저스틴
- 보니
- 후안
- 에드리나
- 클라라

## 목소리 출연
- 김보나: 라라
- 조경이: 소미, 블링
- 이용신: 태리, 아리
- 이지현: 지나, 봉봉
- 김명준: 재이, 다크
- 남도형: 저스틴
- 이새아: 보니
- 한신: 후안
- 원에스더: 에드리나
- 유영: 클라라
- 황해준
- 이이로

## 제작진
- 기획, 원작, 제작:(주)아이오이
- 총감독: 박태동
- 프로듀서: 조현권, 홍준서, 유혜자
- 투자제작총괄: 박금순
- 사업총괄: 최연대
- 디자인 총괄: 김유경
- 컨셉 디자인: 윤혜정, 서아림, 용다은, 최은영, 소병현, 이해나, 최선주
- 애니 제작: (주)애니작
- 조연출: 김희진
- 시나리오: 박호영
- 스토리보드: 박상민
- 캐릭터 디자인: 박현지
- 배경 디자인: 강성우
- 모델링 / 맵핑: 공윤호, 박찬진, 신효주, 조시영, 고권우
- 리깅: 이선민
- 레이아웃 / 애니메이션: 한재영, 최령, 박강호, 김지훈, 남혜빈
- 비주얼이펙트 / 합성: 김정진, 홍태영, 이현지, 송다은
- 라이팅: 김정진, 홍태영, 이현지, 송다은
- 이펙트: 채종철
- 음악(제작)
- 주제가 작사: 이영빈
- 주제가 작곡: 양광섭
- 음향효과/믹싱: 위홍, 이진환, 레전드 사운드
- 오프닝 꼬미마녀 라라
- 엔딩 한걸음 더
- 노래: 이정은
- 제작협력: 쏘울크리에이티브, 재미진, 알코람, 긱스, 베어아트, 오운즈, 사바나, 림팩토리
- 투자: (주)아이오이
- 사업 총괄: (주)대교 미디어콘텐츠사업본부 이상민, 황진용, 백승진, 유미현, 배민아, 이가람, 김혜미, 홍빛나래
- 완구 사업: 김우진, 유찬열, 이태석, 문현준, 손년준
- 마케팅: 홍부용, 정은
- 제작: (주)아이오이
- 제공: (주)아이오이(OST) CJ ENM 투니버스
- 배급: (주)대교 미디어콘텐츠사업본부
- 저작권: ⓒ 2023 ~ 2024 AJOJ TOYS Co., Ltd. All rights reserved.

## 방영 목록

### 1기
| 회차       | 주제                       | 방송 일자       |
| ---------- | -------------------------- | --------------- |
| 1화        | 뜻밖의 여행                | 2023년 3월 13일 |
| 2화        | 프리즘의 새로운 주인       | 2023년 3월 20일 |
| 3화        | 새 친구 봉봉 꼬몰랑        | 2023년 3월 27일 |
| 4화        | 두근두근! 포르르 마법학교  | 2023년 4월 10일 |
| 5화        | 환상의 펫프 탄생           | 2023년 4월 17일 |
| 6화        | 주룩주룩! 비 내리는 학교   | 2023년 4월 24일 |
| 7화        | 으악! 꼬미펫이 멈췄어      | 2023년 5월 1일  |
| 8화        | 달콤, 바삭! 맛있는 마법    | 2023년 5월 8일  |
| 9화        | 엉망진창 뒤바꿘 하루       | 2023년 5월 15일 |
| 10화       | 조심해! 폭주 카멜레온 전차 | 2023년 5월 22일 |
| 11화       | 새콤달콤 마법 젤리 대소동  | 2023년 6월 5일  |
| 12화       | 댄스 댄스 마법 주스의 비밀 | 2023년 6월 5일  |
| 최종화(13) | 우리들은 꼬미마녀          | 2023년 6월 12일 |

### 2기
| 회차       | 주제                    | 방송 일자        |
| ---------- | ----------------------- | ---------------- |
| 1화        | 라라의 1호팬            | 2023년 10월 26일 |
| 2화        | 깔끔깔끔 꼬미 목욕탕    | 2023년 11월 2일  |
| 3화        | 박물관이 살아있다       | 2023년 11월 9일  |
| 4화        | 택배 왔습니다           | 2023년 11월 16일 |
| 5화        | 지나의 생일파티         | 2023년 11월 23일 |
| 6화        | 새로운 꼬미마녀 지나    | 2023년 11월 30일 |
| 7화        | 다크꼬미는 괴로워       | 2023년 12월 7일  |
| 8화        | 신제품! 꼬미파이 대소동 | 2023년 12월 14일 |
| 9화        | 버디를 지켜라!          | 2023년 12월 21일 |
| 10화       | 저스틴의 꿈             | 2023년 12월 28일 |
| 11화       | 낙서의 주인은 누구?     | 2024년 1월 4일   |
| 12화       | 엉망진창 꼬미 페스티벌  | 2024년 1월 11일  |
| 최종화(13) | 검은 후드의 정체        | 2024년 1월 18일  |